# マシュー・ドーソン

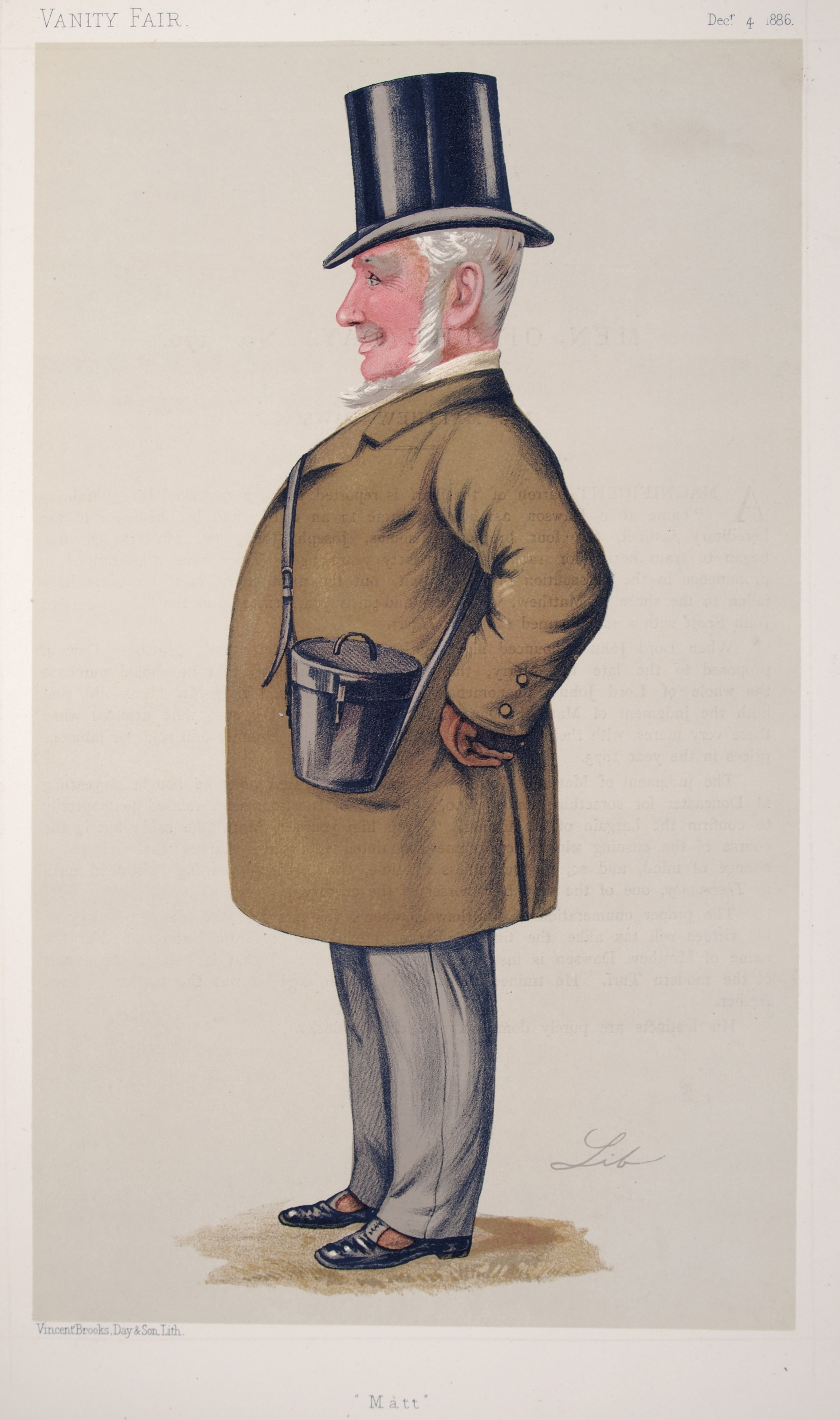
マシュー・ドーソン

マシュー・ドーソン（Mathew Dawson、1820年 - 1898年）は、19世紀のイギリス競馬における調教師。19世紀のトップトレーナーのひとりで、ニューマーケットのヒースハウスで数多くの著名馬を育てた。父ジョージ・ドースン、兄ジョン・ドースンともに調教師で、この一家により50頭のクラシックホースが育てられたという。
おもな調教馬に、ソーマンビー（エプソムダービー）、シルヴィオ（エプソムダービー）、セントサイモン、メルトン（エプソムダービー、セントレジャーステークス）、ラダス（2000ギニー、エプソムダービー）、サーヴィスト（エプソムダービー）、ウェラスキズ、ジャネットなど。また、名騎手フレッド・アーチャーを育てた人物としても知られる。